# Glenwood (Minnesota)
Glenwood település az Amerikai Egyesült Államok Minnesota államában, Pope megyében, melynek megyeszékhelye is. Lakosainak száma 2657 fő (2020. április 1.).

## Népesség
A település népességének változása:

| 2010 | 2 564 |
| 2020 | 2 657 |